# Radek Mynář
Radek Mynář (* 22. listopadu 1974, Česká Lípa) je bývalý český fotbalista, obránce a záložník.

## Fotbalová kariéra
V české lize hrál za FC Dukla Příbram a AC Sparta Praha. Nastoupil v 84 ligových utkáních a dal 8 gólů. V polské lize hrál za týmy KS Dyskobolia Grodzisk Wielkopolski a Polonia Warszawa, nastoupil ve 155 ligových utkáních a dal 5 gólů. V Lize mistrů UEFA nastoupil v 6 utkáních, v Evropské lize UEFA v 8 utkáních a v její kvalifikaci ve 12 utkáních.

## Ligová bilance
| Ročník                          | Zápasy | Góly | Klub                                |
| ------------------------------- | ------ | ---- | ----------------------------------- |
| Česká fotbalová liga 1996/97    | -      | 1    | FC Dukla Příbram                    |
| Česká fotbalová liga 1997/98    | -      | 4    | FC Dukla Příbram „B“                |
| Gambrinus liga 1998/99          | 29     | 1    | FC Dukla Příbram                    |
| Gambrinus liga 1999/00          | 29     | 5    | FC Dukla Příbram                    |
| Gambrinus liga 2000/01          | 5      | 0    | FC Marila Příbram                   |
| Gambrinus liga 2000/01          | 18     | 2    | AC Sparta Praha                     |
| Gambrinus liga 2001/02          | 3      | 0    | AC Sparta Praha                     |
| 2. česká fotbalová liga 2002/03 | 20     | 2    | AC Sparta Praha „B“                 |
| Ekstraklasa 2003/04             | 25     | 1    | KS Dyskobolia Grodzisk Wielkopolski |
| Ekstraklasa 2004/05             | 23     | 0    | KS Dyskobolia Grodzisk Wielkopolski |
| Ekstraklasa 2005/06             | 4      | 0    | KS Dyskobolia Grodzisk Wielkopolski |
| Ekstraklasa 2006/07             | 15     | 0    | KS Dyskobolia Grodzisk Wielkopolski |
| Ekstraklasa 2007/08             | 25     | 2    | KS Dyskobolia Grodzisk Wielkopolski |
| Ekstraklasa 2008/09             | 26     | 2    | Polonia Warszawa                    |
| Ekstraklasa 2009/10             | 23     | 0    | Polonia Warszawa                    |
| Ekstraklasa 2010/11             | 12     | 0    | Polonia Warszawa                    |
| Ekstraklasa 2011/12             | 2      | 0    | Polonia Warszawa                    |
| CELKEM 1. česká liga            | 84     | 8    |                                     |
| CELKEM Ekstraklasa              | 155    | 5    |                                     |